# Aleksiej Ignatjew

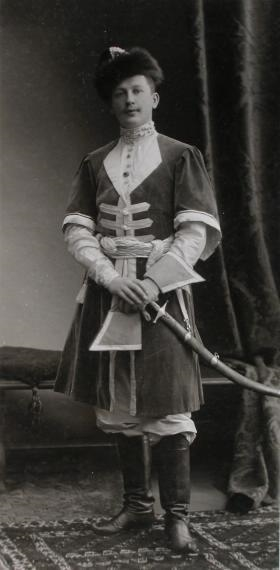
Hr. Ignatjew na balu kostiumowym w 1903 roku

Aleksiej Aleksiejewicz Ignatjew, ros. Алексей Алексеевич Игнатьев (ur. 12 marca?/24 marca 1877 w Petersburgu, zm. 20 listopada 1954 w Moskwie) – rosyjski i radziecki generał, hrabia, dyplomata.

## Życiorys
Pochodził ze szlacheckiej rodziny o tradycjach służby wojskowej i państwowej sięgających kilku pokoleń. Jego ojciec – hr. Aleksiej Ignatjew był generałem piechoty i wiceministrem spraw wewnętrznych. Dziadek – hr. Pawieł Nikołajewicz również był generałem piechoty, weteranem wojen napoleońskich i generałem-gubernatorem St. Petersburga. Stryj – Nikołaj, także generał piechoty, był carskim dyplomatą, któremu powierzano poufne misje m.in. do Europy Zachodniej, Turcji i na Daleki Wschód.
Aleksiej od dzieciństwa przygotowywany był do służby wojskowej i państwowej. W wieku 17 lat (1894) ukończył Włodzimierski Korpus Kadetów w Kijowie i trafił do elitarnego Korpusu Paziów w St. Petersburgu, którego dyrektorami byli wcześniej jego ojciec i dziadek. Po ukończeniu korpusu w 1896 został kornetem Pułku Kawalergardów – elitarnej formacji reprezentacyjno-ochronnej dworu carskiego. W 1900 roku ukończył z pierwszą lokatą Nikołajewską Akademię Sztabu Generalnego, będąc zaledwie porucznikiem (ta elitarna uczelnia, kształcąca oficerów dyplomowanych, była na ogół niedostępna dla oficerów tak niskiego stopnia). W latach 1902–1903 był przydzielony do oficerskiej szkoły kawalerii celem studiów nad kawalerią. Był już wtedy sztabs-kapitanem (od 1902). W latach 1903–1904 dowódca szwadronu w Ułańskim Pułku Lejbgwardii. Uczestnik wojny rosyjsko-japońskiej. Od lutego 1904 do sierpnia 1905 – z-ca adiutanta (a od grudnia 1905 p.o. adiutanta) generał-kwatermistrza (szefa sztabu) Armii Mandżurskiej. Pomiędzy listopadem 1904 a majem 1905 roku był jednocześnie starszym oficerem do poruczeń przy sztabie głównym armii rosyjskiej na Dalekim Wschodzie. Od 1905 do 1907 oficer sztabowy do specporuczeń przy sztabie korpusu gwardii. W latach 1907–1908 oficer sztabowy do specporuczeń przy sztabie I KA w stopniu podpułkownika. Od 1908 roku był agentem wojskowym Rosji na Zachodzie – w Danii, Szwecji i Norwegii. W latach 1912–1917 attaché wojskowy we Francji i jednocześnie przedstawiciel armii rosyjskiej przy francuskiej kwaterze głównej. Pełniąc tę funkcję, w czasie I wojny światowej dokonywał zakupów materiałów wojennych i uzbrojenia dla Rosji oraz organizował ich wysyłkę do kraju.
W chwili wybuchu przewrotu bolszewickiego w 1917 był generałem majorem, zdecydował się pozostać we Francji. W tym czasie był jedynym dysponentem olbrzymich środków finansowych należących do rządu carskiego i zdeponowanych w Banque de France celem opłacania prowadzonych przez niego zakupów wojennych. Pomimo nalegań rządu francuskiego i kół emigracyjnych nie zdecydował się na finansowanie z tych pieniędzy antybolszewickich oddziałów podczas wojny domowej. Nie naruszył ich również celem wydatków osobistych, chociaż przez kilka kolejnych lat żył w co najmniej skromnych warunkach. W 1924 roku całą tę sumę, wynoszącą 225 mln rubli (po ówczesnym kursie 2 mld dolarów), przekazał rządowi radzieckiemu. Został za to poddany ostrej krytyce i bojkotowi ze strony kręgów emigracji rosyjskiej oraz w praktyce wykluczony z jej życia. Wielu "białych" oficerów oskarżało go później o zdefraudowanie części z tej sumy oraz o łapownictwo podczas zamówień wojennych dla walczącej Rosji. Brat Paweł próbował go zastrzelić, a matka wyrzekła się go i zabroniła mu nawet pokazywać się na własnym pogrzebie. Otrzymał natomiast posadę w radzieckim przedstawicielstwie handlowym w Paryżu. W 1937 roku wyjechał do ZSRR i rozpoczął służbę w Armii Czerwonej. Uznano jego stopień sprzed rewolucji, mianując go kombrigiem oraz zaliczono do służby cały okres jaki spędził w armii carskiej i na Zachodzie. W tym samym roku został inspektorem ds języków obcych w Zarządzie Szkół Wojskowych RKKA oraz szefem katedry języków obcych Wojskowej Akademii Medycznej im. Kirowa. W 1940, wraz z przywróceniem stopni generalskich w Armii Czerwonej, został generałem majorem. W 1942 otrzymał stanowisko redaktora działu literatury historyczno-wojskowej Wydawnictwa Ludowego Komisariatu Obrony ZSRR. W sierpniu 1943 otrzymał stopień generała porucznika. W 1947 roku przeszedł na emeryturę. Zmarł w Moskwie i został pochowany na tamtejszym Cmentarzu Nowodziewiczym.
Za swój czyn przekazania rządowi miliardów zdeponowanych na własne nazwisko, nie mógł znaleźć zrozumienia i akceptacji pośród radzieckich oficerów, którzy do końca służby darzyli go skrajną nieufnością.
Autor wspomnień: Piatdiesiat let w stroju (pol. 50 lat w szeregu, t. 1-2, wyd. MON, 1957).

## Życie osobiste
- Był dwukrotnie żonaty. Po raz pierwszy z Jeleną Władimirowną Ochotnikową, z którą rozwiódł się w 1918 roku. Drugą jego żoną była balerina Natalia Władimirowna Truchanowa, która była jego kochanką od 1914 roku. Obydwoje tworzyli szczęśliwy związek przez następne 36 lat, aż do śmierci Aleksieja[3].

## Wpływy kulturowe
- Postaci Aleksieja Ignatjewa poświęcony jest rosyjski film z 2009 roku pt. Kromow[5].

## Ciekawostki
- Podobno to na jego wniosek w 1943 roku przywrócono w Armii Czerwonej pagony[4].
- Służąc już w Armii Czerwonej krytykował wykorzystywanie przez generalicję żołnierzy do budowania prywatnych daczy. Uważał, że winny one być stawiane na koszt państwa[1].